# Heliocopris camerunus
Heliocopris camerunus là một loài bọ cánh cứng trong họ Bọ hung (Scarabaeidae).